# Liste der Wappen in Hessen
Diese Liste mit ihren Unterlisten, welche über die Navigationsleiste unten erreichbar sind, beinhaltet – geordnet nach der Verwaltungsgliederung – die in der Wikipedia gelisteten Wappen des deutschen Landes Hessen. Das Land Hessen ist in drei Regierungsbezirke, in 21 Landkreise und fünf kreisfreie Städte eingeteilt.

## Landeswappen

Karte Hessen, Deutschland
Wappen von Hessen (Details)

## Landkreise und kreisfreie Städte im Regierungsbezirk Darmstadt

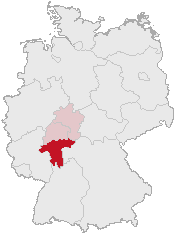
Lage des Regierungsbezirks in Deutschland
Lage des Regierungsbezirks in Hessen

Bergstraße (Details)
Darmstadt (Details)
Darmstadt-Dieburg (Details)
Frankfurt am Main (Details)
Groß-Gerau (Details)
Hochtaunuskreis (Details)
Main-Kinzig-Kreis (Details)
Main-Taunus-Kreis (Details)
Odenwaldkreis (Details)
Offenbach am Main (Details)
Offenbach (Details)
Rheingau-Taunus-Kreis (Details)
Wetteraukreis (Details)
Wiesbaden (Details)

## Landkreise im Regierungsbezirk Gießen

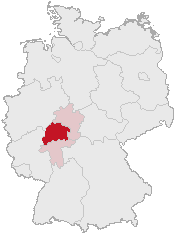
Lage des Regierungsbezirks in Deutschland
Lage des Regierungsbezirks in Hessen

Gießen (Details)
Lahn-Dill-Kreis (Details)
Limburg-Weilburg (Details)
Marburg-Biedenkopf (Details)
Vogelsbergkreis (Details)

## Landkreise und kreisfreie Städte im Regierungsbezirk Kassel

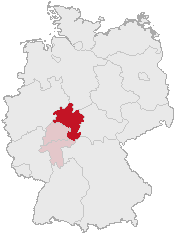
Lage des Regierungsbezirks in Deutschland
Lage des Regierungsbezirks in Hessen

Landkreis Kassel (Details)
Landkreis Fulda (Details)
Hersfeld-Rotenburg (Details)
Kassel (Details)
Schwalm-Eder-Kreis (Details)
Werra-Meißner-Kreis (Details)
Waldeck-Frankenberg (Details)

## Wappen ehemaliger Landkreise
Im Zuge der Gebietsreform in Hessen 1972 bis 1977 wurden 31 Landkreise Aufgelöst bzw. zusammengelegt. Der Landkreis Erbach änderte seinen Namen zu Odenwaldkreis und der Landkreis Kassel änderte sein bisheriges Wappen, um die neuen Gebiete zu repräsentieren.

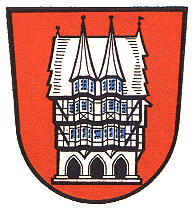
Landkreis Alsfeld bis 1972 heute Vogelsbergkreis
Landkreis Biedenkopf bis 1974 heute Landkreis Marburg-Biedenkopf
Landkreis Büdingen bis 1972 heute Wetteraukreis
Landkreis Darmstadt bis 1976 heute Landkreis Darmstadt-Dieburg
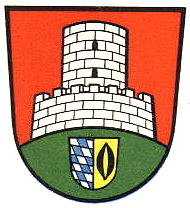
Landkreis Dieburg bis 1976 heute Landkreis Darmstadt-Dieburg
Dillkreis bis 1976 heute Lahn-Dill-Kreis
Landkreis Erbach bis 1972 heute Odenwaldkreis
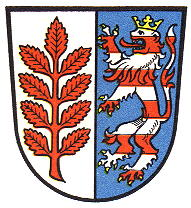
Landkreis Eschwege bis 1973 heute Werra-Meißner-Kreis
Landkreis Frankenberg bis 1973 heute Landkreis Waldeck-Frankenberg
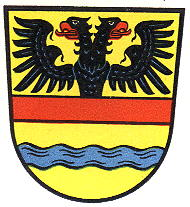
Landkreis Friedberg bis 1972 heute Wetteraukreis
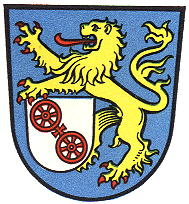
Landkreis Fritzlar-Homberg bis 1973 heute Schwalm-Eder-Kreis
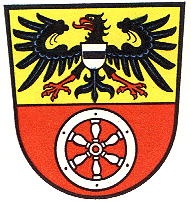
Landkreis Gelnhausen bis 1974 heute Main-Kinzig-Kreis
Landkreis Hanau bis 1974 heute Main-Kinzig-Kreis
Landkreis Hersfeld bis 1972 heute Landkreis Hersfeld-Rotenburg
Landkreis Hofgeismar bis 1972 heute Landkreis Kassel
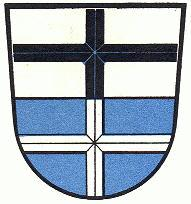
Landkreis Hünfeld bis 1972 heute Landkreis Fulda
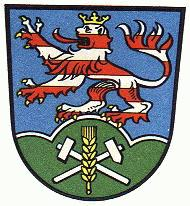
Landkreis Kassel bis 1975 heute Landkreis Kassel
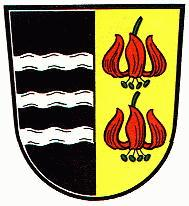
Landkreis Lauterbach bis 1972 heute Vogelsbergkreis
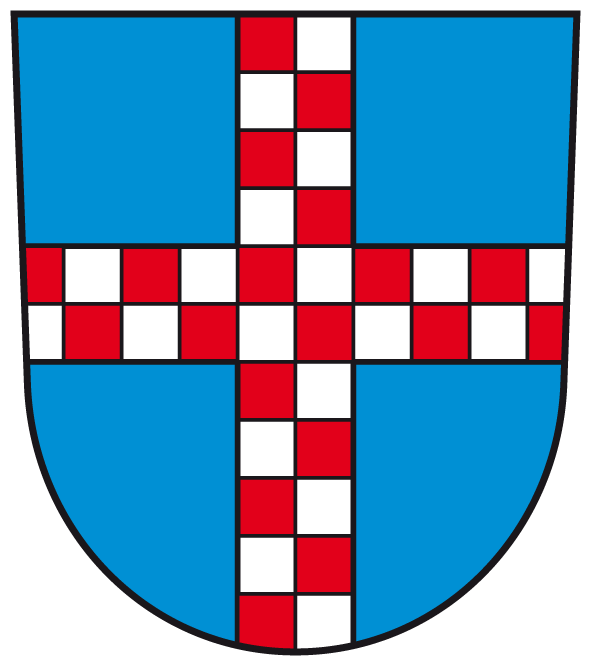
Landkreis Limburg bis 1974 heute Landkreis Limburg-Weilburg
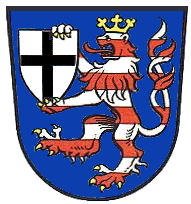
Landkreis Marburg bis 1974 heute Landkreis Marburg-Biedenkopf
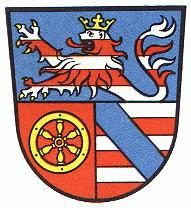
Landkreis Melsungen bis 1973 heute Schwalm-Eder-Kreis
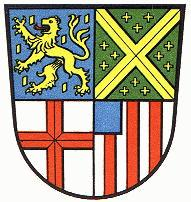
Oberlahnkreis bis 1974 heute Landkreis Limburg-Weilburg
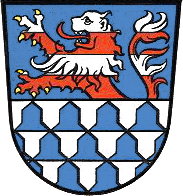
Obertaunuskreis bis 1972 heute Hochtaunuskreis
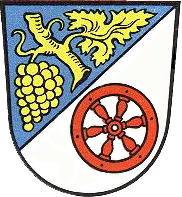
Rheingaukreis bis 1976 heute Rheingau-Taunus-Kreis
Landkreis Rotenburg bis 1972 heute Landkreis Hersfeld-Rotenburg
Landkreis Schlüchtern bis 1973 heute Main-Kinzig-Kreis
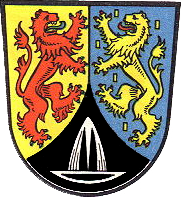
Untertaunuskreis bis 1978 heute Rheingau-Taunus-Kreis
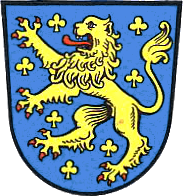
Landkreis Usingen bis 1972 heute Hochtaunuskreis
Landkreis Waldeck bis 1973 heute Landkreis Waldeck-Frankenberg
Landkreis Wetzlar bis 1976 heute Lahn-Dill-Kreis
Landkreis Witzenhausen bis 1973 heute Werra-Meißner-Kreis
Landkreis Wolfhagen bis 1972 heute Landkreis Kassel
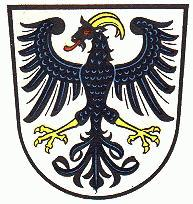
Landkreis Ziegenhain bis 1973 heute Schwalm-Eder-Kreis

## Wappen ehemals kreisfreier Städte
Im Zuge der Gebietsreform verloren außerdem 3 kreisfreie Städte ihre Kreisfreiheit. Die Stadt Gießen wurde zunächst mit der Stadt Wetzlar und umliegenden Gemeinden zur kreisfreien Stadt Lahn zusammengelegt, was jedoch nur 31 Monate später rückgängig gemacht wurde. Auch Gießen verlor daraufhin seine Kreisfreiheit. Hanau soll zum 1. Januar 2022 wieder kreisfrei werden.

Fulda bis 1974
Gießen bis 1976
Hanau bis 1974
Lahn 1977 bis 1979
Marburg bis 1974